# سيلاس نوانكو
سيلاس نوانكو (بالإنجليزية: Silas Nwankwo)‏ هو لاعب كرة قدم نيجيري، ولد في 12 ديسمبر 2003 في نيجيريا.

## وصلات خارجية
- سيلاس نوانكو على موقع قاعدة بيانات كرة القدم.إي يو (الإنجليزية)
- سيلاس نوانكو على موقع Soccerway.com (الإنجليزية)